# Escudo de la provincia de Cádiz

Escudo de la provincia de Cádiz

El escudo de la provincia de Cádiz fue adoptado por Acuerdo de la Diputación Provincial el 2 de enero de 1886 y sufrió una modificación en 1927. Está compuesto por doce cuarteles que recogen los blasones municipales de las ciudades cabeza de partido judicial de la provincia: 
- En el primer cuartel, de gules (rojo), un castillo de oro sobre ondas de azur (azur) y plata, rodeando por una rama de olivo a su diestra y una rama de palma a su siniestra que es el escudo de Algeciras.

- En el segundo cuartel, de azur, un puente roto por el centro, de oro, sobre ondas de azur y plata, sumado de dos columnas de plata, unidas por una cartela de la que pende una llave de oro, la cartela cargada con la inscripción "1820 Unión y Fuerza 1810"; un triángulo de oro resplandeciente de rayos del mismo metal, cargado con un ojo humano (que simboliza la Trinidad) situado en el jefe (parte superior) que es el escudo de San Fernando.

- En el tercer cuartel, de gules, una construcción de plata de dos cuerpos, mazonada de sable, con dos arcos el primero y tres más pequeños en el segundo, sobre ondas de azur y plata que es el de Arcos de la Frontera.

- En el cuarto cuartel, de gules, una torre de oro, almenada mazonada de sable y aclarada de gules, flanqueada por dos ramas de olivo, bordura de oro cargada de la inscripción: "DE MI SALE LA PAZ" que es el de Olvera.

- En el quinto cuartel, de plata, la figura de Hércules en pie, al natural, vestido con una piel de león, en su color acompañado por dos leones rampantes afrontados, en su color; bordura de oro cargada por la leyenda “Hercules fundatur Gadium dominator”, escrita en letras de sable que es el de la ciudad de Cádiz (la disposición de los elementos difiere del escudo de la ciudad).

- En el sexto cuartel, de plata con una franja de gules situada en la punta, un castillo con tres torres, almenado de gules y mazonado de sable. De la puerta del castillo pende una llave de oro que está colocada en el centro de la franja situada en la punta que es el escudo de San Roque (y Gibraltar).

- En el séptimo cuartel, de oro con una franja de sínople situada en la punta, un caballero, al natural, armado en su diestra con una espada de oro, portando un estandarte de plata (blanco) en su siniestra y montado sobre un caballo del mismo metal (color) que es el de Medina Sidonia.

- En el octavo cuartel, de plata, nueve fajas ondeadas de azur; bordura de doce compones: seis de gules, con un castillo de oro almenado de tres almenas, mazonado de sable y aclarado de azur, alternados con seis de argén, con un león rampante, de gules, linguado del mismo esmalte, uñado de argén y coronado de oro que es el de Jerez de la Frontera.

- En el noveno cuartel, de azur, sobre ondas de mismo esmalte (color) y plata, un castillo de oro, aclarado de gules, sumado de la imagen de la Santísima Virgen vestida de plata, y resplandeciente de rayos del mismo metal que es el escudo de El Puerto de Santa María.

- En el décimo cuartel, de azur, la torre de oro, almenada, mazonada de sable y aclarada de gules, sobre dos peñas en su color, que emergen de ondas de azur y plata, acostada la torre de dos leones rampantes de oro que es el de Chiclana de la Frontera.

- En el undécimo cuartel, de plata, una torre de oro, almenada, mazonada de sable y aclarada de plata (azur en la heráldica municipal) surmontada (coronada) por una estrella o lucero, ante ella un toro o buey alado, símbolo de San Lucas, tumbado sobre los Evangelios de oro sobre ondas de azur y plata que es el de Sanlúcar de Barrameda.

- En el duodécimo cuartel, partido de plata y oro, un león rampante de gules y coronado de oro, en la primera partición; cuatro palos de gules; bordura de azur cargada con ocho escudetes de oro cargado cada uno de ellos con una faja de azur, en la segunda partición que es de Grazalema.

Sostienen el escudo de la provincia de Cádiz, situado sobre pergamino, dos columnas de plata, con la base y capitel del mismo metal (color), y rodeando las columnas una cinta de plata, cargada de letras de sable, en la diestra "Plus" y en la siniestra "Ultra", (del latín Plus Ultra). El timbre, corona real, forrada de gules, o rojo, cerrada, que es un círculo de oro, engastado de piedras preciosas, compuesto de ocho florones de hojas de acanto, visibles cinco, interpoladas de perlas y de cada una de sus hojas salen cinco diademas sumadas de perlas que convergen en un mundo azur, con el semimeridiano y el ecuador de oro, sumado de cruz de oro.
Los elementos del blasón correspondiente con la ciudad de Cádiz difieren en su disposición del escudo usado por la ciudad, y no figuran las Columnas de Hércules que aparecen representadas como soportes en la parte exterior del escudo provincial.

## Galería

Escudo de la provincia de Cádiz (1866-1927)
Escudo de la provincia de Cádiz (1927-1931 y 1939-1973)